# Raymond Moos Redheffer
Raymond  Moos Redheffer, ameriški matematik, * 17. april, 1921, Chicago, Illinois, ZDA, † 13. maj 2005.

## Življenje
Redheffer je študiral na Tehnološkem inštitutu Massachusettsa (MIT), kjer je leta 1948 doktoriral pri ameriškem matematiku Normanu Levisonu (1912–1975). Med vojno je delal v laboratoriju za sevanje v MIT. Učil je tudi na Univerzi Harvard. Leta 1950 je prešel na Univerzo Kalifornije v Los Angelesu.

## Delo
Ukvarjal se je z diferencialnimi enačbami. Znan je po Redhefferjevi matriki. 